# Cocking
Cocking är en ort och civil parish i Storbritannien.   Den ligger i grevskapet West Sussex och riksdelen England, i den södra delen av landet, 80 km sydväst om huvudstaden London. Cocking ligger 61 meter över havet och antalet invånare är 459.
Terrängen runt Cocking är platt västerut, men österut är den kuperad. Runt Cocking är det ganska tätbefolkat, med 134 invånare per kvadratkilometer. Närmaste större samhälle är Bognor Regis, 19,4 km söder om Cocking. Trakten runt Cocking består i huvudsak av gräsmarker.